# Mitrephora thorelii
Mitrephora thorelii Pierre – gatunek rośliny z rodziny flaszowcowatych (Annonaceae Juss.). Występuje naturalnie w Tajlandii, Kambodży, Laosie, Wietnamie oraz południowych Chinach (w prowincjach Hajnan i Junnan oraz w regionie autonomicznym Kuangsi). 

## Morfologia
PokrójZimozielone drzewo dorastające do 25 m wysokości. Kora ma szarą barwę. Gałęzie są owłosione.
LiścieMają kształt od owalnego do podłużnie eliptycznego. Mierzą 7–15 cm długości oraz 1,5–3 cm szerokości. Są owłosione od spodu. Nasada liścia jest zaokrąglona. Blaszka liściowa jest o krótko spiczastym wierzchołku. Ogonek liściowy jest owłosiony i dorasta do 7 mm długości.
KwiatySą pojedyncze lub zebrane w grona, rozwijają się w kątach pędów lub naprzeciwlegle do liści. Mierzą 10–15 mm średnicy. Działki kielicha mają owalnie trójkątny kształt, są owłosione od wewnętrznej strony i dorastają do 3 mm długości. Płatki mają żółtą barwę, zewnętrzne mają owalny kształt i osiągają do 9 mm długości, wewnętrzne są mniejsze. Kwiaty mają owłosione owocolistki.
OwoceMają kształt od jajowatego do kulistego, zebrane w owoc zbiorowy. Osiągają 16–20 mm długości i 14–16 mm szerokości.

## Biologia i ekologia
Rośnie w gęstych lasach. Występuje na wysokości do 800 m n.p.m. Kwitnie od lutego do kwietnia, natomiast owoce dojrzewają od maja do sierpnia.